# Invariante (informática)
En la informática se conoce como invariante a una condición que se sigue cumpliendo después de la ejecución de determinadas instrucciones. Se cumple tanto antes como después de estas instrucciones, permaneciendo sin variación, por ello se denomina invariante. Las invariantes se pueden utilizar para demostrar el buen funcionamiento de algoritmos y cumplen con un papel importante en el diseño por contrato. En estos casos se describen las precondiciones, postcondiciones e invariantes para un método de una interfaz. Este concepto se puede implementar con la ayuda de aserciones, siempre y cuando el lenguaje de programación o la API los soporte.